# Banga Bana
Banga Bana (auch: Bangabana) ist ein Stadtviertel (französisch: quartier) im Arrondissement Niamey V der Stadt Niamey in Niger.

## Geographie

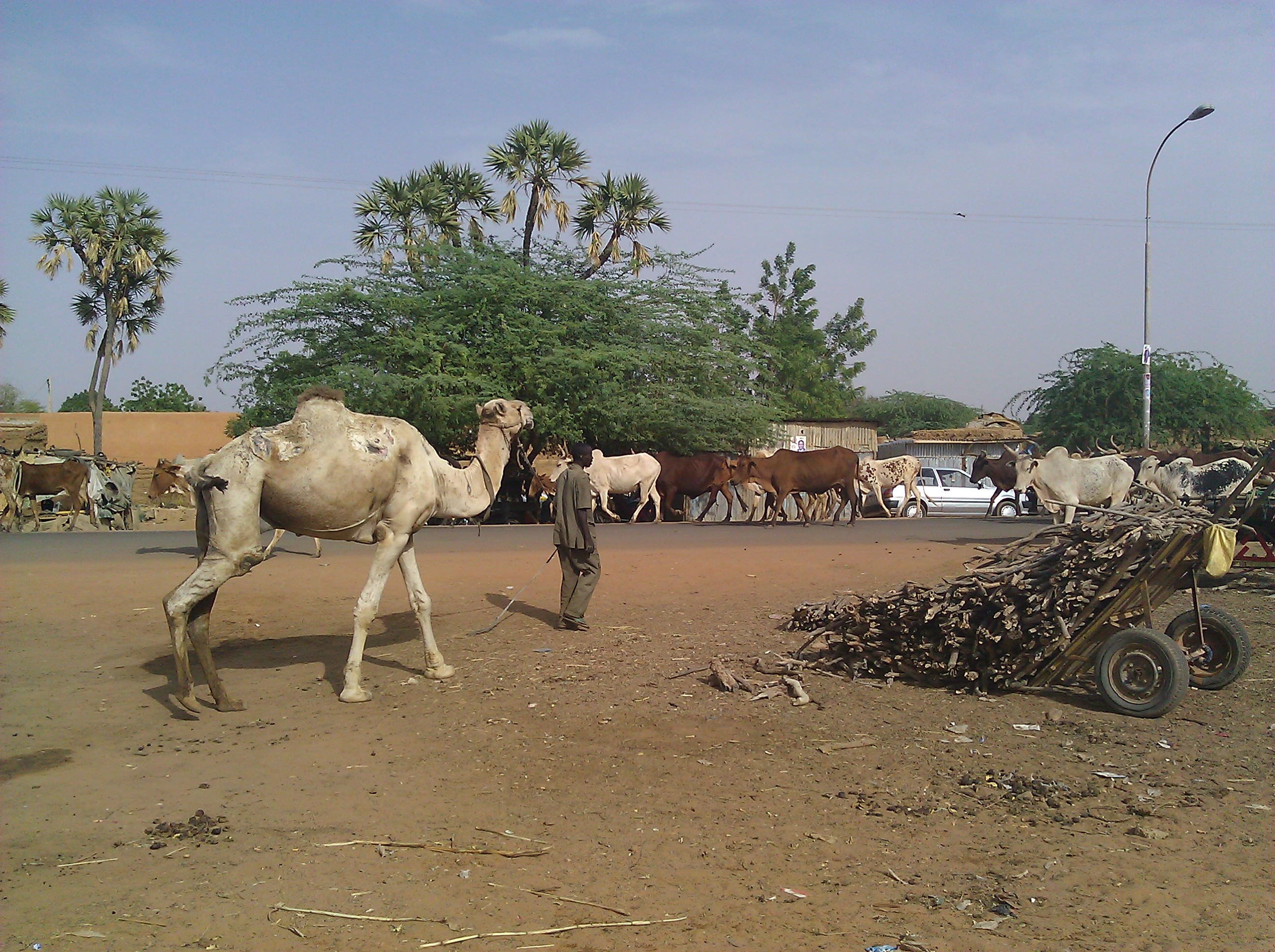
Straßenszene mit Kamel an der Nationalstraße 27 in Banga Bana (2011)

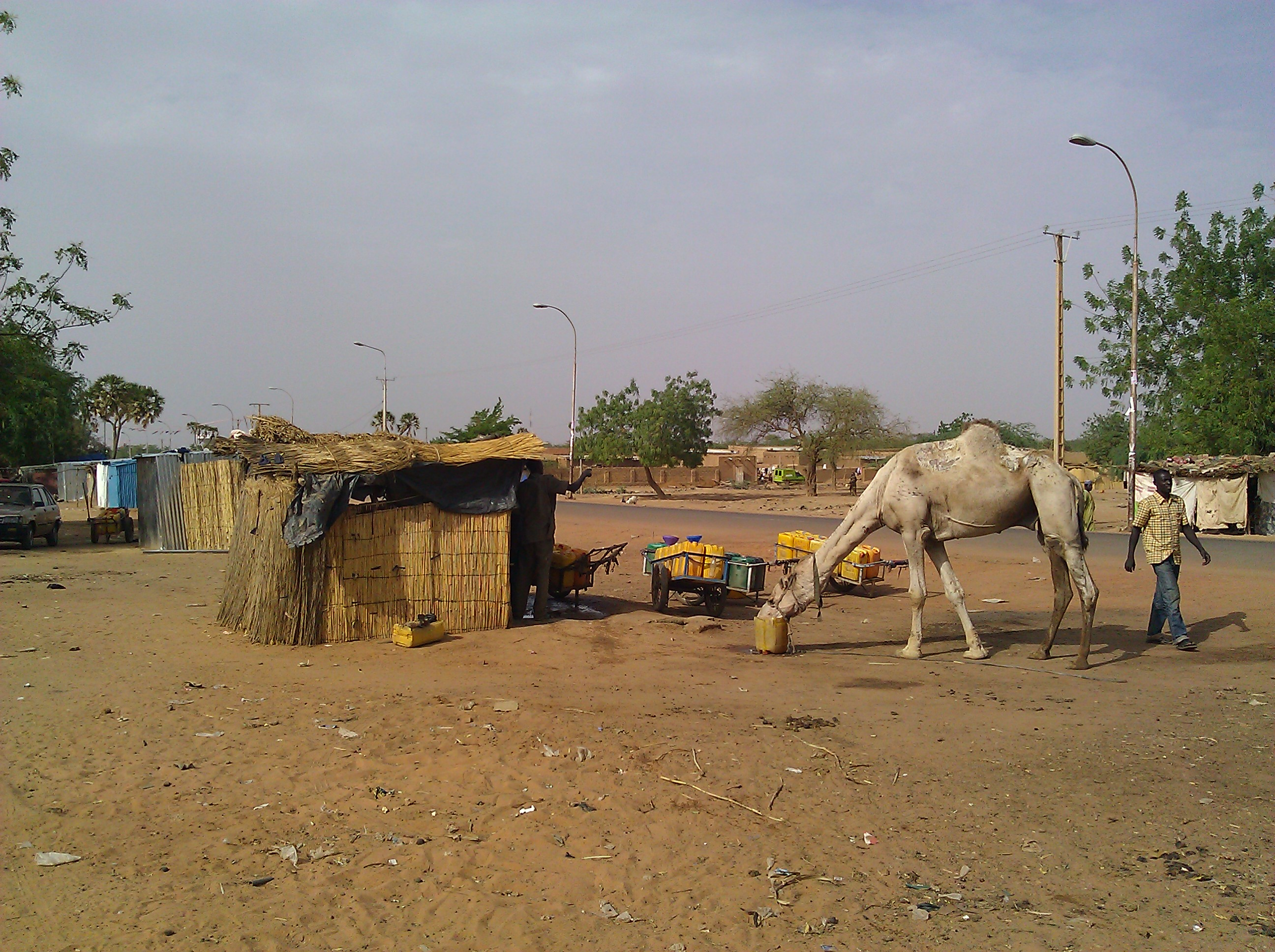
Straßenszene mit Kamel an der Nationalstraße 27 in Banga Bana (2011)

Das Stadtviertel befindet sich am südlichen Rand des urbanen Gebiets von Niamey V. Nördlich wird Banga Bana von der Nationalstraße 6 und östlich von der Nationalstraße 27 begrenzt. Die benachbarten Stadtviertel sind Karadjé im Norden, Pont Kennedy im Nordosten, Kirkissoye im Südosten und Nordiré im Westen. Banga Bana erstreckt sich über eine Fläche von etwa 208,2 Hektar.
Das Stadtviertel liegt auf einem Alluvialboden. Das Grundwasser ist gefährdet verunreinigt zu werden. Im Süden und Westen ist der Grundwasserspiegel hingegen so hoch, dass keine Einsickerung möglich ist, was wiederum die Überschwemmungsgefahr erhöht. In Banga Bana gibt es einen weitgehend versandeten temporären See.
Das Standardschema für Straßennamen in Banga Bana ist Rue BB 1, wobei auf das französische Rue für Straße das Kürzel BB für Banga Bana und zuletzt eine Nummer folgt. Dies geht auf ein Projekt zur Straßenbenennung in Niamey aus dem Jahr 2002 zurück, bei dem die Stadt in 44 Zonen mit jeweils eigenen Buchstabenkürzeln eingeteilt wurde.
Banga Bana gilt als eine der bezüglich Raubüberfälle und Diebstähle gefährlichsten Gegenden von Niamey.

## Geschichte
Banga Bana entstand als Siedlung der ethnischen Gruppe der Zarma in den 1980er Jahren, einem Jahrzehnt mit besonders starkem Bevölkerungswachstum in Niamey.

## Bevölkerung
Bei der Volkszählung 2012 hatte Banga Bana 24.700 Einwohner, die in 4115 Haushalten lebten. Bei der Volkszählung 2001 betrug die Einwohnerzahl 18.697 in 2856 Haushalten und bei der Volkszählung 1988 belief sich die Einwohnerzahl auf 5266 in 975 Haushalten.

## Infrastruktur
In Banga Bana befindet sich ein Gesundheitszentrum (Centre de Santé Intégré), das 2014 für die Versorgung von rund 28.000 Menschen zuständig war. Es gibt mehrere Grundschulen im Stadtviertel. Die öffentliche Grundschule Ecole primaire de Banga Bana wurde 1992 gegründet. Am Institut de Santé Phénotype (ISP) werden Lehrgänge zum Gesundheitshelfer, Geburtshelfer und Apothekenverkäufer angeboten. Die Berufsschule Centre Libre d’Etude et de Formation (CLEF) bildet unter anderem in den Bereichen Handel, Bankwesen und Buchhaltung aus. In Banga Bana befindet sich das Landesbüro des internationalen Pflanzenforschungsinstituts ICRISAT, das seit 1981 in Niger aktiv ist und beim Dorf Sadoré in Say das 500 Hektar große Forschungsareal ICRISAT Sahelian Center (ISC) betreibt.